# Copa Libertadores 1985
La Copa Libertadores 1985 fue la vigésima sexta edición del torneo de clubes más importante de América del Sur, organizado por la Confederación Sudamericana de Fútbol, en la que participaron equipos de diez países sudamericanos: Argentina, Bolivia, Brasil, Chile, Colombia, Ecuador, Paraguay, Perú, Uruguay y Venezuela.
El campeón fue Argentinos Juniors, que logró su primer título en la competición en su primera participación. Gracias a él, disputó la Copa Intercontinental 1985 ante Juventus de Italia, y la Copa Interamericana 1986 frente a Defence Force de Trinidad y Tobago. Asimismo, se clasificó a la segunda fase de la Copa Libertadores 1986.

## Formato
La competición se disputó bajo el mismo formato que se utilizó ininterrumpidamente desde la edición de 1974. El campeón vigente accedió de manera directa a la segunda fase, mientras que los 20 equipos restantes disputaron la primera. En ella, los clubes fueron divididos en cinco grupos de 4 equipos cada uno de acuerdo a sus países de origen, de manera que los dos representantes de una misma asociación nacional debían caer en la misma zona. El ganador de cada uno de los cinco grupos clasificó a la segunda fase, uniéndose al campeón vigente, estableciéndose dos zonas de 3 equipos. El primer posicionado en cada una de ellas accedió a la final, que se llevó a cabo en encuentros de ida y vuelta, disputándose un partido de desempate en caso de ser necesario.
|                           |                           | Equipos que entran en esta fase                                                                          | Equipos que provienen de la fase anterior   |
| ------------------------- | ------------------------- | --- | ------------------------------------------- |
| Primera fase (20 equipos) | Primera fase (20 equipos) | - 2 equipos de Argentina, Bolivia, Brasil, Chile, Colombia, Ecuador, Paraguay, Perú, Uruguay y Venezuela |                                             |
| Segunda fase (6 equipos)  | Segunda fase (6 equipos)  | - 1 equipo, campeón de la Copa Libertadores 1984                                                         | - 5 equipos clasificados de la Primera fase |
| Final (2 equipos)         | Final (2 equipos)         | | - 2 equipos primeros de la Segunda fase     |

## Equipos participantes
En cursiva los equipos debutantes en el torneo.
| País                                | Equipo                                              | Vía de clasificación |
| ----------------------------------- | --------------------------------------------------- | --- |
| Argentina 2 cupos + campeón vigente | Independiente Ferro Carril Oeste Argentinos Juniors | Campeón de la Copa Libertadores 1984 Campeón del Campeonato Nacional 1984 Campeón del Campeonato de Primera División 1984   |
| Bolivia 2 cupos                     | Blooming Oriente Petrolero                          | Campeón del Campeonato de Primera División 1984 Subcampeón del Campeonato de Primera División 1984                          |
| Brasil 2 cupos                      | Fluminense Vasco da Gama                            | Campeón del Campeonato Brasileño de 1984 Subcampeón del Campeonato Brasileño de 1984                                        |
| Chile 2 cupos                       | Colo-Colo Magallanes                                | Campeón del Campeonato de Primera División 1983 Ganador de la Liguilla Pre-Libertadores 1983                                |
| Colombia 2 cupos                    | América de Cali Millonarios                         | Campeón del Campeonato Colombiano 1984 Subcampeón del Campeonato Colombiano 1984                                            |
| Ecuador 2 cupos                     | El Nacional 9 de Octubre                            | Campeón del Campeonato Ecuatoriano de 1984 Subcampeón del Campeonato Ecuatoriano de 1984                                    |
| Paraguay 2 cupos                    | Guaraní Cerro Porteño                               | Campeón del Campeonato Paraguayo de 1984 Subcampeón del Campeonato Paraguayo de 1984                                        |
| Perú 2 cupos                        | Sport Boys Universitario                            | Campeón del Campeonato Descentralizado 1984 Subcampeón del Campeonato Descentralizado 1984                                  |
| Uruguay 2 cupos                     | Peñarol Bella Vista                                 | 1.º puesto de la Liguilla Pre-Libertadores de América de 1984 2.º puesto de la Liguilla Pre-Libertadores de América de 1984 |
| Venezuela 2 cupos                   | Deportivo Táchira Deportivo Italia                  | Campeón de la Primera División Venezolana 1984 Subcampeón de la Primera División Venezolana 1984                            |

### Distribución geográfica de los equipos
Distribución geográfica de las sedes de los equipos participantes:

## Primera fase

### Grupo 1
| Equipo             | Pts. | PJ | PG | PE | PP | GF | GC | DG |
| ------------------ | ---- | -- | -- | -- | -- | -- | -- | -- |
| Argentinos Juniors | 9    | 6  | 4  | 1  | 1  | 9  | 5  | 4  |
| Ferro Carril Oeste | 9    | 6  | 4  | 1  | 1  | 7  | 3  | 4  |
| Fluminense         | 3    | 6  | 0  | 3  | 3  | 3  | 6  | –3 |
| Vasco da Gama      | 3    | 6  | 0  | 3  | 3  | 6  | 11 | –5 |

| \| Fecha \| Lugar \| Local \| Resultado \| Visitante \| \| ------------ \| -------------- \| ------------------ \| --------- \| ------------------ \| \| 23 de julio \| Río de Janeiro \| Fluminense \| 3:3[n. 1] \| Vasco da Gama \| \| 25 de julio \| Buenos Aires \| Argentinos Juniors \| 0:1 \| Ferro Carril Oeste \| \| 2 de agosto \| Río de Janeiro \| Vasco da Gama \| 1:2 \| Argentinos Juniors \| \| 5 de agosto \| Río de Janeiro \| Fluminense \| 0:1 \| Argentinos Juniors \| \| 6 de agosto \| Buenos Aires \| Ferro Carril Oeste \| 2:0 \| Vasco da Gama \| \| 9 de agosto \| Buenos Aires \| Argentinos Juniors \| 2:2 \| Vasco da Gama \| \| 15 de agosto \| Río de Janeiro \| Vasco da Gama \| 0:0 \| Fluminense \| \| 15 de agosto \| Buenos Aires \| Ferro Carril Oeste \| 1:3 \| Argentinos Juniors \| \| 20 de agosto \| Buenos Aires \| Ferro Carril Oeste \| 1:0 \| Fluminense \| \| 23 de agosto \| Buenos Aires \| Argentinos Juniors \| 1:0 \| Fluminense \| \| 27 de agosto \| Río de Janeiro \| Fluminense \| 0:0 \| Ferro Carril Oeste \| \| 30 de agosto \| Río de Janeiro \| Vasco da Gama \| 0:2 \| Ferro Carril Oeste \| |                |                    |           |                    |
| Fecha | Lugar          | Local              | Resultado | Visitante          |
| 23 de julio | Río de Janeiro | Fluminense         | 3:3       | Vasco da Gama      |
| 25 de julio | Buenos Aires   | Argentinos Juniors | 0:1       | Ferro Carril Oeste |
| 2 de agosto | Río de Janeiro | Vasco da Gama      | 1:2       | Argentinos Juniors |
| 5 de agosto | Río de Janeiro | Fluminense         | 0:1       | Argentinos Juniors |
| 6 de agosto | Buenos Aires   | Ferro Carril Oeste | 2:0       | Vasco da Gama      |
| 9 de agosto | Buenos Aires   | Argentinos Juniors | 2:2       | Vasco da Gama      |
| 15 de agosto | Río de Janeiro | Vasco da Gama      | 0:0       | Fluminense         |
| 15 de agosto | Buenos Aires   | Ferro Carril Oeste | 1:3       | Argentinos Juniors |
| 20 de agosto | Buenos Aires   | Ferro Carril Oeste | 1:0       | Fluminense         |
| 23 de agosto | Buenos Aires   | Argentinos Juniors | 1:0       | Fluminense         |
| 27 de agosto | Río de Janeiro | Fluminense         | 0:0       | Ferro Carril Oeste |
| 30 de agosto | Río de Janeiro | Vasco da Gama      | 0:2       | Ferro Carril Oeste |

Partido desempate
| Fecha            | Lugar        |                    | Resultado |                    |
| ---------------- | ------------ | ------------------ | --------- | ------------------ |
| 11 de septiembre | Buenos Aires | Argentinos Juniors | 3:1       | Ferro Carril Oeste |

### Grupo 2
| Equipo            | Pts. | PJ | PG | PE | PP | GF | GC | DG  |
| ----------------- | ---- | -- | -- | -- | -- | -- | -- | --- |
| Blooming          | 11   | 6  | 5  | 1  | 0  | 20 | 4  | 16  |
| Oriente Petrolero | 8    | 6  | 3  | 2  | 1  | 11 | 6  | 5   |
| Deportivo Táchira | 4    | 6  | 1  | 2  | 3  | 9  | 12 | –3  |
| Deportivo Italia  | 1    | 6  | 0  | 1  | 5  | 2  | 20 | –18 |

| \| Fecha \| Lugar \| Local \| Resultado \| Visitante \| \| ----------- \| ------------- \| ----------------- \| --------- \| ----------------- \| \| 10 de marzo \| San Cristóbal \| Deportivo Táchira \| 0:0 \| Deportivo Italia \| \| 12 de marzo \| Santa Cruz \| Blooming \| 1:1 \| Oriente Petrolero \| \| 17 de marzo \| San Cristóbal \| Deportivo Táchira \| 1:1 \| Oriente Petrolero \| \| 17 de marzo \| Caracas \| Deportivo Italia \| 0:3 \| Blooming \| \| 21 de marzo \| Caracas \| Deportivo Italia \| 0:3 \| Oriente Petrolero \| \| 21 de marzo \| San Cristóbal \| Deportivo Táchira \| 0:1 \| Blooming \| \| 24 de marzo \| Caracas \| Deportivo Italia \| 1:3 \| Deportivo Táchira \| \| 28 de marzo \| Santa Cruz \| Oriente Petrolero \| 0:1 \| Blooming \| \| 4 de abril \| Santa Cruz \| Oriente Petrolero \| 3:1 \| Deportivo Italia \| \| 7 de abril \| Santa Cruz \| Blooming \| 8:0 \| Deportivo Italia \| \| 11 de abril \| Santa Cruz \| Oriente Petrolero \| 3:2 \| Deportivo Táchira \| \| 14 de abril \| Santa Cruz \| Blooming \| 6:3 \| Deportivo Táchira \| |               |                   |           |                   |
| Fecha | Lugar         | Local             | Resultado | Visitante         |
| 10 de marzo | San Cristóbal | Deportivo Táchira | 0:0       | Deportivo Italia  |
| 12 de marzo | Santa Cruz    | Blooming          | 1:1       | Oriente Petrolero |
| 17 de marzo | San Cristóbal | Deportivo Táchira | 1:1       | Oriente Petrolero |
| 17 de marzo | Caracas       | Deportivo Italia  | 0:3       | Blooming          |
| 21 de marzo | Caracas       | Deportivo Italia  | 0:3       | Oriente Petrolero |
| 21 de marzo | San Cristóbal | Deportivo Táchira | 0:1       | Blooming          |
| 24 de marzo | Caracas       | Deportivo Italia  | 1:3       | Deportivo Táchira |
| 28 de marzo | Santa Cruz    | Oriente Petrolero | 0:1       | Blooming          |
| 4 de abril | Santa Cruz    | Oriente Petrolero | 3:1       | Deportivo Italia  |
| 7 de abril | Santa Cruz    | Blooming          | 8:0       | Deportivo Italia  |
| 11 de abril | Santa Cruz    | Oriente Petrolero | 3:2       | Deportivo Táchira |
| 14 de abril | Santa Cruz    | Blooming          | 6:3       | Deportivo Táchira |

### Grupo 3
| Equipo          | Pts. | PJ | PG | PE | PP | GF | GC | DG |
| --------------- | ---- | -- | -- | -- | -- | -- | -- | -- |
| América de Cali | 8    | 6  | 2  | 4  | 0  | 5  | 2  | 3  |
| Cerro Porteño   | 7    | 6  | 2  | 3  | 1  | 5  | 3  | 2  |
| Millonarios     | 5    | 6  | 1  | 3  | 2  | 5  | 5  | 0  |
| Guaraní         | 4    | 6  | 1  | 2  | 3  | 6  | 11 | –5 |

| \| Fecha \| Lugar \| Local \| Resultado \| Visitante \| \| ----------- \| -------- \| --------------- \| --------- \| --------------- \| \| 3 de marzo \| Asunción \| Guaraní \| 0:0 \| Cerro Porteño \| \| 6 de marzo \| Cali \| América de Cali \| 0:0 \| Millonarios \| \| 12 de marzo \| Asunción \| Guaraní \| 2:0 \| Millonarios \| \| 14 de marzo \| Asunción \| Cerro Porteño \| 0:0 \| Millonarios \| \| 19 de marzo \| Asunción \| Cerro Porteño \| 0:0 \| América de Cali \| \| 21 de marzo \| Asunción \| Guaraní \| 1:1 \| América de Cali \| \| 27 de marzo \| Asunción \| Cerro Porteño \| 3:1 \| Guaraní \| \| 27 de marzo \| Bogotá \| Millonarios \| 0:0 \| América de Cali \| \| 31 de marzo \| Cali \| América de Cali \| 2:0 \| Cerro Porteño \| \| 31 de marzo \| Bogotá \| Millonarios \| 5:1 \| Guaraní \| \| 3 de abril \| Cali \| América de Cali \| 2:1 \| Guaraní \| \| 3 de abril \| Bogotá \| Millonarios \| 0:2 \| Cerro Porteño \| |          |                 |           |                 |
| Fecha | Lugar    | Local           | Resultado | Visitante       |
| 3 de marzo | Asunción | Guaraní         | 0:0       | Cerro Porteño   |
| 6 de marzo | Cali     | América de Cali | 0:0       | Millonarios     |
| 12 de marzo | Asunción | Guaraní         | 2:0       | Millonarios     |
| 14 de marzo | Asunción | Cerro Porteño   | 0:0       | Millonarios     |
| 19 de marzo | Asunción | Cerro Porteño   | 0:0       | América de Cali |
| 21 de marzo | Asunción | Guaraní         | 1:1       | América de Cali |
| 27 de marzo | Asunción | Cerro Porteño   | 3:1       | Guaraní         |
| 27 de marzo | Bogotá   | Millonarios     | 0:0       | América de Cali |
| 31 de marzo | Cali     | América de Cali | 2:0       | Cerro Porteño   |
| 31 de marzo | Bogotá   | Millonarios     | 5:1       | Guaraní         |
| 3 de abril | Cali     | América de Cali | 2:1       | Guaraní         |
| 3 de abril | Bogotá   | Millonarios     | 0:2       | Cerro Porteño   |

### Grupo 4
| Equipo      | Pts. | PJ | PG | PE | PP | GF | GC | DG |
| ----------- | ---- | -- | -- | -- | -- | -- | -- | -- |
| Peñarol     | 11   | 6  | 5  | 1  | 0  | 10 | 3  | 7  |
| Colo-Colo   | 6    | 6  | 3  | 0  | 3  | 10 | 8  | 2  |
| Magallanes  | 5    | 6  | 2  | 1  | 3  | 5  | 8  | –3 |
| Bella Vista | 2    | 6  | 1  | 0  | 5  | 3  | 9  | –6 |

| \| Fecha \| Lugar \| Local \| Resultado \| Visitante \| \| ----------- \| ---------- \| ----------- \| --------- \| ----------- \| \| 23 de abril \| Montevideo \| Peñarol \| 1:0 \| Bella Vista \| \| 24 de abril \| Santiago \| Colo-Colo \| 2:0 \| Magallanes \| \| 30 de abril \| Santiago \| Colo-Colo \| 2:0 \| Bella Vista \| \| 3 de mayo \| Santiago \| Magallanes \| 1:1 \| Peñarol \| \| 7 de mayo \| Santiago \| Magallanes \| 2:1 \| Bella Vista \| \| 10 de mayo \| Santiago \| Colo-Colo \| 1:2 \| Peñarol \| \| 14 de mayo \| Montevideo \| Bella Vista \| 0:2 \| Peñarol \| \| 14 de mayo \| Santiago \| Magallanes \| 1:3 \| Colo-Colo \| \| 21 de mayo \| Montevideo \| Peñarol \| 1:0 \| Magallanes \| \| 23 de mayo \| Montevideo \| Bella Vista \| 2:1 \| Colo-Colo \| \| 28 de mayo \| Montevideo \| Bella Vista \| 0:1 \| Magallanes \| \| 30 de mayo \| Montevideo \| Peñarol \| 3:1 \| Colo-Colo \| |            |             |           |             |
| Fecha | Lugar      | Local       | Resultado | Visitante   |
| 23 de abril | Montevideo | Peñarol     | 1:0       | Bella Vista |
| 24 de abril | Santiago   | Colo-Colo   | 2:0       | Magallanes  |
| 30 de abril | Santiago   | Colo-Colo   | 2:0       | Bella Vista |
| 3 de mayo | Santiago   | Magallanes  | 1:1       | Peñarol     |
| 7 de mayo | Santiago   | Magallanes  | 2:1       | Bella Vista |
| 10 de mayo | Santiago   | Colo-Colo   | 1:2       | Peñarol     |
| 14 de mayo | Montevideo | Bella Vista | 0:2       | Peñarol     |
| 14 de mayo | Santiago   | Magallanes  | 1:3       | Colo-Colo   |
| 21 de mayo | Montevideo | Peñarol     | 1:0       | Magallanes  |
| 23 de mayo | Montevideo | Bella Vista | 2:1       | Colo-Colo   |
| 28 de mayo | Montevideo | Bella Vista | 0:1       | Magallanes  |
| 30 de mayo | Montevideo | Peñarol     | 3:1       | Colo-Colo   |

### Grupo 5
| Equipo        | Pts. | PJ | PG | PE | PP | GF | GC | DG  |
| ------------- | ---- | -- | -- | -- | -- | -- | -- | --- |
| El Nacional   | 11   | 6  | 5  | 1  | 0  | 13 | 4  | 9   |
| Universitario | 5    | 5  | 2  | 1  | 2  | 8  | 6  | 2   |
| 9 de Octubre  | 4    | 4  | 2  | 0  | 2  | 6  | 4  | 2   |
| Sport Boys    | 0    | 5  | 0  | 0  | 5  | 1  | 14 | –13 |

| \| Fecha \| Lugar \| Local \| Resultado \| Visitante \| \| ------------ \| --------- \| ------------- \| --------- \| ------------- \| \| 15 de mayo \| Lima \| Sport Boys \| 0:2 \| Universitario \| \| 23 de junio \| Quito \| El Nacional \| 3:1 \| 9 de Octubre \| \| 7 de julio \| Quito \| El Nacional \| 2:0 \| Sport Boys \| \| 7 de julio \| Guayaquil \| 9 de Octubre \| 1:0 \| Universitario \| \| 13 de julio \| Milagro \| 9 de Octubre \| 4:0 \| Sport Boys \| \| 14 de julio \| Quito \| El Nacional \| 4:1 \| Universitario \| \| 19 de julio \| Milagro \| 9 de Octubre \| 0:1 \| El Nacional \| \| 19 de julio \| Lima \| Universitario \| 4:0 \| Sport Boys \| \| 31 de julio \| Lima \| Sport Boys \| 1:2 \| El Nacional \| \| 2 de agosto \| Lima \| Universitario \| 1:1 \| El Nacional \| \| 6 de agosto \| — \| Universitario \| :[n. 2] \| 9 de Octubre \| \| 10 de agosto \| — \| Sport Boys \| :[n. 2] \| 9 de Octubre \| |           |               |           |               |
| Fecha | Lugar     | Local         | Resultado | Visitante     |
| 15 de mayo | Lima      | Sport Boys    | 0:2       | Universitario |
| 23 de junio | Quito     | El Nacional   | 3:1       | 9 de Octubre  |
| 7 de julio | Quito     | El Nacional   | 2:0       | Sport Boys    |
| 7 de julio | Guayaquil | 9 de Octubre  | 1:0       | Universitario |
| 13 de julio | Milagro   | 9 de Octubre  | 4:0       | Sport Boys    |
| 14 de julio | Quito     | El Nacional   | 4:1       | Universitario |
| 19 de julio | Milagro   | 9 de Octubre  | 0:1       | El Nacional   |
| 19 de julio | Lima      | Universitario | 4:0       | Sport Boys    |
| 31 de julio | Lima      | Sport Boys    | 1:2       | El Nacional   |
| 2 de agosto | Lima      | Universitario | 1:1       | El Nacional   |
| 6 de agosto | —         | Universitario | :         | 9 de Octubre  |
| 10 de agosto | —         | Sport Boys    | :         | 9 de Octubre  |

## Segunda Fase

### Grupo A
| Equipo             | Pts. | PJ | PG | PE | PP | GF | GC | DG |
| ------------------ | ---- | -- | -- | -- | -- | -- | -- | -- |
| Argentinos Juniors | 6    | 4  | 2  | 2  | 0  | 6  | 4  | 2  |
| Independiente      | 4    | 4  | 1  | 2  | 1  | 6  | 5  | 1  |
| Blooming           | 2    | 4  | 0  | 2  | 2  | 2  | 5  | –3 |

| \| Fecha \| Lugar \| Local \| Resultado \| Visitante \| \| ---------------- \| ------------ \| ------------------ \| --------- \| ------------------ \| \| 16 de septiembre \| Buenos Aires \| Argentinos Juniors \| 2:2 \| Independiente \| \| 19 de septiembre \| Santa Cruz \| Blooming \| 1:1 \| Argentinos Juniors \| \| 26 de septiembre \| Santa Cruz \| Blooming \| 1:1 \| Independiente \| \| 1 de octubre \| Buenos Aires \| Argentinos Juniors \| 1:0 \| Blooming \| \| 4 de octubre \| Avellaneda \| Independiente \| 2:0 \| Blooming \| \| 10 de octubre \| Avellaneda \| Independiente \| 1:2 \| Argentinos Juniors \| |              |                    |           |                    |
| Fecha | Lugar        | Local              | Resultado | Visitante          |
| 16 de septiembre | Buenos Aires | Argentinos Juniors | 2:2       | Independiente      |
| 19 de septiembre | Santa Cruz   | Blooming           | 1:1       | Argentinos Juniors |
| 26 de septiembre | Santa Cruz   | Blooming           | 1:1       | Independiente      |
| 1 de octubre | Buenos Aires | Argentinos Juniors | 1:0       | Blooming           |
| 4 de octubre | Avellaneda   | Independiente      | 2:0       | Blooming           |
| 10 de octubre | Avellaneda   | Independiente      | 1:2       | Argentinos Juniors |

### Grupo B
| Equipo          | Pts. | PJ | PG | PE | PP | GF | GC | DG |
| --------------- | ---- | -- | -- | -- | -- | -- | -- | -- |
| América de Cali | 5    | 4  | 2  | 1  | 1  | 10 | 3  | 7  |
| El Nacional     | 4    | 4  | 2  | 0  | 2  | 4  | 7  | –3 |
| Peñarol         | 3    | 4  | 1  | 1  | 2  | 3  | 7  | –4 |

| \| Fecha \| Lugar \| Local \| Resultado \| Visitante \| \| ---------------- \| ---------- \| --------------- \| --------- \| --------------- \| \| 18 de septiembre \| Montevideo \| Peñarol \| 1:1 \| América de Cali \| \| 22 de septiembre \| Quito \| El Nacional \| 2:0 \| América de Cali \| \| 25 de septiembre \| Montevideo \| Peñarol \| 2:0 \| El Nacional \| \| 29 de septiembre \| Cali \| América de Cali \| 4:0 \| Peñarol \| \| 2 de octubre \| Quito \| El Nacional \| 2:0 \| Peñarol \| \| 6 de octubre \| Cali \| América de Cali \| 5:0 \| El Nacional \| |            |                 |           |                 |
| Fecha | Lugar      | Local           | Resultado | Visitante       |
| 18 de septiembre | Montevideo | Peñarol         | 1:1       | América de Cali |
| 22 de septiembre | Quito      | El Nacional     | 2:0       | América de Cali |
| 25 de septiembre | Montevideo | Peñarol         | 2:0       | El Nacional     |
| 29 de septiembre | Cali       | América de Cali | 4:0       | Peñarol         |
| 2 de octubre | Quito      | El Nacional     | 2:0       | Peñarol         |
| 6 de octubre | Cali       | América de Cali | 5:0       | El Nacional     |

## Final
| Ida; 17 de octubre de 1985 | Argentinos Juniors | 1:0 (1:0) | América de Cali | Estadio Monumental, Buenos Aires                                   |                                                                    |
|                            | Commisso 40'       | Reporte   |                 | Asistencia: 50 000 espectadores Árbitro(s): Juan Francisco Escobar | Asistencia: 50 000 espectadores Árbitro(s): Juan Francisco Escobar |

| Vuelta; 22 de octubre de 1985 | América de Cali | 1:0 (1:0) | Argentinos Juniors | Estadio Pascual Guerrero, Cali                                         |                                                                        |
|                               | Ortiz 3'        | Reporte   |                    | Asistencia: 50 000 espectadores Árbitro(s): Luís Carlos Félix Ferreira | Asistencia: 50 000 espectadores Árbitro(s): Luís Carlos Félix Ferreira |

| Desempate; 24 de octubre de 1985 | Argentinos Juniors                          | 1:1 (1:1, 1:1) (t. s.)(5:4 p.) | América de Cali                              | Estadio Defensores del Chaco, Asunción                        |                                                               |
|                                  | Commisso 37'                                | Reporte                        | Gareca 41'                                   | Asistencia: 25 000 espectadores Árbitro(s): Hernán Silva Arce | Asistencia: 25 000 espectadores Árbitro(s): Hernán Silva Arce |
|                                  |                                             | Tiros desde el punto penal     |                                              |                                                               |                                                               |
|                                  | Olguín · Batista · Pavoni · Borghi · Videla |                                | Gareca · Cabañas · Herrera · Soto · De Ávila |                                                               |                                                               |

|                                        |
|                                        |
| Campeón Argentinos Juniors 1.er título |

## Estadísticas

### Goleadores
| Jugador             | Club               | Goles |
| ------------------- | ------------------ | ----- |
| Juan Carlos Sánchez | Blooming           | 11    |
| Geovanny Mera       | El Nacional        | 8     |
| Víctor Hugo Antelo  | Oriente Petrolero  | 6     |
| Claudio Borghi      | Argentinos Juniors | 6     |
| Esteban González    | Ferro Carril Oeste | 6     |
| José Villafuerte    | El Nacional        | 6     |
| Ricardo Gareca      | América de Cali    | 5     |
| Hebert Revetria     | Peñarol            | 4     |
| Silvio Rojas        | Blooming           | 4     |